# BMW Sauber F1.07
El BMW Sauber F1.07 es un monoplaza de Fórmula 1 construido por BMW Sauber para la temporada 2007. El coche fue el primero en haber sido diseñado totalmente por BMW, después de su compra del equipo Sauber. Las pruebas de pretemporada fueron muy positivas, con muchas especulaciones sobre si el equipo podría sorprender a algunos de los mejores con sus actuaciones cuando la temporada se pusiera en marcha.

## Motor y caja de cambios
El nombre del motor, P86/7, es indicativo del hecho de que no es un nuevo motor, ya que se basa en el P86 utilizado en el BMW Sauber F1.06 de 2006. En el apartado del cambio, el equipo adoptó un nuevo mecanismo de cambio conocido como Quickshift.

## Rendimiento
El coche dio un paso adelante muy significativo desde el F1.06 de 2006, anotando 2 podios en una temporada en la que 46 de los posibles 51 posiciones en el podio fueron ocupados por la Scuderia Ferrari y McLaren en una temporada dominante. Los dos podios fueron obra de Nick Heidfeld -un segundo puesto en el Gran Premio de Canadá de 2007 y un tercero en el Gran Premio de Hungría de 2007. Sin embargo, ellos anotaron puntos en 26 de un máximo de 34 ocasiones. Anotaron puntos con al menos un coche en cada carrera, y los puntos con los dos coches seis carreras consecutivas entre el Gran Premio de Francia y el Gran Premio de Italia. Robert Kubica tuvo como mejores resultados tres cuartos lugares en España, Francia y Gran Bretaña. Sebastian Vettel logró un punto con un octavo lugar en su única aparición para el equipo, en el Gran Premio de Estados Unidos.
Nick Heidfeld fue el único piloto en romper el dominio de Ferrari y McLaren en la parte delantera de la calificación, con un segundo puesto en la parrilla de Hungría como mejor resultado. Ambos coches de BMW Sauber clasificaron entre los 10 primeros en todas las carreras, excepto un 14º puesto de Robert Kubica en el Gran Premio de Bélgica.
El coche estuvo involucrado en uno de los mayores accidentes de la era moderna, con el accidente de Robert Kubica en el Gran Premio de Canadá de 2007. Para la siguiente carrera en Estados Unidos fue reemplazado por un debutante Sebastian Vettel.

## Resultados

### Fórmula 1
(Clave) (negrita indica pole position) (cursiva indica vuelta rápida)

| Año  | Motor    | Neu. | N.º | Pilotos          | 1   | 2   | 3   | 4   | 5   | 6   | 7   | 8   | 9   | 10  | 11  | 12  | 13  | 14  | 15  | 16  | 17  | Puntos | Pos. |
| ---- | -------- | ---- | --- | ---------------- | --- | --- | --- | --- | --- | --- | --- | --- | --- | --- | --- | --- | --- | --- | --- | --- | --- | ------ | ---- |
| 2007 | P86/7 V8 | B    |     |                  | AUS | MYS | BHR | ESP | MON | CAN | USA | FRA | GBR | EUR | HUN | TUR | ITA | BEL | JPN | CHN | BRA | 101    | 2.º  |
| 2007 | P86/7 V8 | B    | 9   | Nick Heidfeld    | 4   | 4   | 4   | Ret | 6   | 2   | Ret | 5   | 6   | 6   | 3   | 4   | 4   | 5   | 14† | 7   | 6   | 101    | 2.º  |
| 2007 | P86/7 V8 | B    | 10  | Robert Kubica    | Ret | 18  | 6   | 4   | 5   | Ret |     | 4   | 4   | 7   | 5   | 8   | 5   | 9   | 7   | Ret | 5   | 101    | 2.º  |
| 2007 | P86/7 V8 | B    | 10  | Sebastian Vettel |     |     |     |     |     |     | 8   |     |     |     |     |     |     |     |     |     |     | 101    | 2.º  |